# 長野県道236号天竜峡停車場線
長野県道236号天竜峡停車場線（ながのけんどう236ごう てんりゅうきょうていしゃじょうせん）は、長野県飯田市の飯田線天竜峡駅と同市川路の国道151号交点を結ぶ一般県道。

## 概要

### 路線データ
- 起点：飯田線天竜峡駅
- 終点：飯田市川路（天竜峡交差点、国道151号交点）

## 交差する道路
- 長野県道492号天竜峡停車場下平線（起点）
- 国道151号・長野県道250号上川路大畑線（終点）

## 周辺
- 飯田線天竜峡駅
- 天竜峡温泉
- 八十二銀行
- 天竜峡郵便局